# Phaedra (bướm)
Phaedra là một chi bướm ngày thuộc họ Lycaenidae.